# Marguerite Rutan
Pour les personnes ayant le même patronyme, voir Rutan.
Marguerite Rutan, née le 23 avril 1736 à Metz et morte guillotinée le 9 avril 1794 à Dax, est une religieuse française des Filles de la charité, active dans le domaine hospitalier et l'action sociale. Elle est arrêtée et guillotinée durant la Terreur. 
Reconnue martyre, elle est déclarée bienheureuse le 19 juin 2011. Sa fête est le 9 avril.

## Biographie
Issue d'une famille très modeste et comprenant quinze enfants, Marguerite Rutan naît le 23 avril 1736, à Metz, place forte des Trois-Évêchés. Se sentant appelée par Dieu, elle décide de devenir religieuse et entre dans la congrégation des Filles de la charité, en 1757,.
Elle est la première supérieure de l'hôpital Saint-Eutrope de Dax, où elle s'installe avec cinq autres religieuses. Elle y ouvre une école pour garçons et filles en 1779, fait construire une chapelle, accueille les filles abandonnées et œuvre dans l'action sociale,.
Pendant la Révolution française, l'évêque constitutionnel, Mgr Saurine, s'oppose à leur expulsion et demande leur maintien. Lorsque les ordres religieux sont supprimés, les sœurs, sous le nom de « dames de la charité », continuent leur même travail au service des pauvres.
Pendant la Terreur, elle est emprisonnée au couvent des Carmes, avec les autres religieuses de l’hôpital et accusée d'avoir « par son incivisme, cherché à corrompre et à ralentir l'esprit révolutionnaire et républicain ». Le tribunal révolutionnaire la condamne à mort « en haine de la foi et de la religion » le 8 avril 1794. Elle est guillotinée le lendemain 20 germinal an II, soit le 9 avril 1794. Peu de temps plus tard, la municipalité de Dax fait à sa mémoire une réparation publique et officielle, exprimant ses regrets d'avoir vu disparaître une femme qui n'avait jamais fait que du bien.

## Béatification
Le 1er juillet 2010, elle est reconnue par l'Église martyre en haine de la foi, et est déclarée vénérable. Elle est béatifiée à Dax le 19 juin 2011 par Philippe Breton, évêque du diocèse d'Aire et Dax, en présence du nonce apostolique. Sa fête est fixée au 9 avril selon le Martyrologe romain.

## Sources bibliographiques
- Julien Lesbats, Marguerite Rutan, fille de la charité, Éditions ouvrières, 1985, 79 pages.
- Jean-Pierre Renouard, Marguerite de la Force : Vie, passion et mort de sœur Marguerite Rutan, fille de la charité, martyre de la Révolution française, Nouvelle Cité, 2011  (ISBN 2853136388 et 9782853136389).
- Bertrand Lucq, Marguerite Rutan et la terreur dans les Landes, Éditions Gascogne, 2011, 90 p..
- Pierre Coste, Sœur Marguerite Rutan, fille de la charité : une victime de la Révolution, Economat des filles, 1904, 64 pages ; réédité et augmenté, Lille, Société Saint Augustin, Desclée de Brouwer, 1908, 168 pages ; rééd. 1911, 171 pages.
- Une intrépide fille de saint Vincent de Paul : Sœur Marguerite Rutan, Abbeville, Paillart, 1907.

### Liens Externes
- Ressource relative à la religion :   - GCatholic.org
- Notices d'autorité :   - VIAF
  - ISNI
  - BnF (données)
  - IdRef
  - LCCN
  - GND
  - Espagne
  - NUKAT
  - Vatican
- France: Sœur Marguerite Rutan, béatifiée dans les arènes de Dax – Portail catholique suisse
- Bse Marguerite Rutan, Sœur de la Charité et martyre - l’Évangile au Quotidien